# Karl Barth

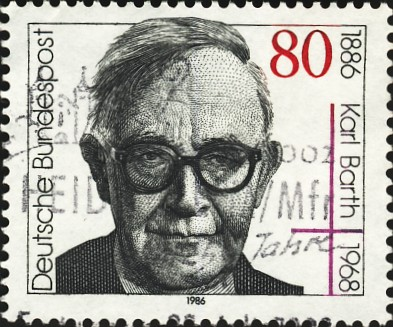
Karl Barth 1955

Karl Barth (Basilea, 10 de maig del 1886 – 10 de desembre del 1968) fou un influent teòleg protestant que es declarà públicament contrari als nazis.
El juliol de 1933 fundà una revista que defensava la fe luterana i atacava el cristianisme germànic esponsoritzat pels nazis. A diferència de la majoria de docents, refusà ser lleial a Hitler. L'any 1935 va ser destituït com a professor de la universitat de Bonn i retornà a Basilea, Suïssa.

## Biografia
Encara que va néixer a Basilea, Karl Barth va viure de nen a Berna. Entre 1911 i 1921 va servir com a pastor reformat al poble de Safenwil, cantó de Argovia. El 1913 va contreure matrimoni amb Nelly Hoffman, una talentosa violinista; d'aquest matrimoni van néixer quatre fills i una filla. El 1916 va començar a treballar en la seva obra Der Römerbrief —en català, "Carta als romans", o "Comentari a la Carta als romans". La teologia dialèctica de Karl Barth, un antecedent intel·lectual rellevant en la lluita contra el nacionalsocialisme, va néixer amb el comentari de 1919 d'aquest teòleg suís a la Carta als romans.
Posteriorment va ser professor de teologia a Göttingen (1921-1925), Münster (1925-1930) i Bonn (1930-1935). Durant la seva estada a Göttingen va conèixer a Charlotte von Kirschbaum, qui a la llarga esdvindria en la seva secretària i assistent, jugant un important paper en la redacció de l'extensa obra de Barth: Dogmàtica eclesial. Va haver d'abandonar Alemanya el 1935, per negar-se a prestar jurament a Adolf Hitler. Barth va tornar a Suïssa i va ser professor en la Universitat de Basilea fins al seu retir el 1962, encara que va continuar ensenyant fins a la seva mort. Va participar com observador en el Concili Vaticà II.
Barth, originalment, va ser educat dins del pensament del protestantisme liberal, sota els ensenyaments de mestres com Wilhelm Herrmann, però es va rebel·lar contra aquesta teologia en temps de la Primera Guerra Mundial. Aquesta reacció va ser determinada per diversos factors, entre els quals destaquen el seu compromís amb el moviment religiós socialista suís i alemany en els quals figuraven homes com Herman Kutter, la influència del moviment del «realisme bíblic» al voltant d'homes com Christoph Blumhardt i Søren Kierkegaard, i l'impacte de la filosofia escèptica de Franz Overbeck.
La seva obra més important és la dogmàtica eclesial, catorze toms amb més de deu mil pàgines. La seva tesi principal:
1. Déu és Déu, però és Déu per al món.
2. El món és món, però estimat per Déu.
3. Déu es troba amb el món en la seva Paraula, Jesucrist.

## Trencament de la teologia liberal
La teologia liberal (alemany, moderne Theologie) va ser una tendència de la teologia protestant del segle XIX i principis del XX per reinterpretar les creences tradicionals de dues maneres. En primer lloc, va adoptar un enfocament històric-crític de les fonts del cristianisme. En segon lloc, es va relacionar amb les qüestions que la ciència, la filosofia i altres disciplines plantejaven per a la fe cristiana. L'inici de Barth en un curs teològic diferent del dels seus professors universitaris liberals Adolf von Harnack i Wilhelm Herrmann es va deure a diverses influències i esdeveniments significatius. Mentre era pastor a Safenwil, Barth va tenir una amistat influent amb el veí pastor Eduard Thurneysen. Preocupats perquè la seva educació teològica els havia deixat mal equipats per predicar el missatge de Déu amb eficàcia, junts es van dedicar a una intensa recerca per trobar un fonament teològic totalment diferent del el que havia proposat Schleiermacher.
L'agost de 1914, Karl Barth es va consternar en saber que els seus venerats professors, inclòs Adolf von Harnack, havien signat el Manifest dels noranta-tres intel·lectuals alemanys al món civilitzat; com a resultat, Barth va concloure que ja no podia seguir la seva comprensió de la Bíblia i la història. El 1915, Barth i Thurneysen van visitar Christoph Blumhardt, líder de la comunitat cristiana de Bad Boll i polític socialdemòcrata. La seva conversa va causar una profunda impressió en Barth. Més tard va comentar que «Blumhardt sempre comença amb la presència, el poder i el propòsit de Déu», que indica una influència probable en la configuració del seu propi punt de partida teocèntric. Barth també va trobar en la política prosocialista de Blumhardt un estímul inspirador per a la seva pròpia defensa dels drets i la sindicalització dels treballadors tèxtils de Safenwil i l'alineació amb els valors socialdemòcrates. Aquestes activitats, i un desacord públic amb el propietari d'una fàbrica local, li van valer la notorietat local com el 'Pastor Roig'. La posició decidida contra la Guerra de Blumhardt probablement va enfortir l'activisme contra la Guerra de Barth.
Encara que en cert sentit és correcte dir que l'enfocament dialèctic de Barth va intentar deliberadament desestabilitzar els supòsits de la teologia liberal; en un altre sentit, és important reconèixer que Barth maig va repudiar totalment l'enfocament històric-crític de les Escriptures. A més, va continuar treballant amb les preguntes que altres disciplines plantejaven per a la fe cristiana, responent normalment amb un enfocament teològic robust i centrat en Crist.

## L'Epístola als Romans
Barth va començar el seu comentari L'epístola als romans (alemany: Der Römerbrief) l'estiu de 1916 quan encara era pastor a Safenwil, amb la primera edició apareguda el desembre de 1918 (però amb data de publicació de 1919). A partir de la primera edició del comentari, Barth va ser convidat a ensenyar a la Universitat de Göttingen. Barth va decidir cap a l'octubre de 1920 que no estava satisfet amb la primera edició i la va revisar fortament els onze mesos següents, acabant la segona edició cap al setembre de 1921. Particularment a la segona edició de 1922, reescrita a fons, Barth va argumentar que el Déu que es revela en la vida, la mort i la resurrecció de Jesús desafia i derroca qualsevol intent d'aliar Déu amb cultures, èxits o possessions humanes. La popularitat del llibre va portar a la seva republicació i reimpressió en diversos idiomes.

## Declaració Barmen

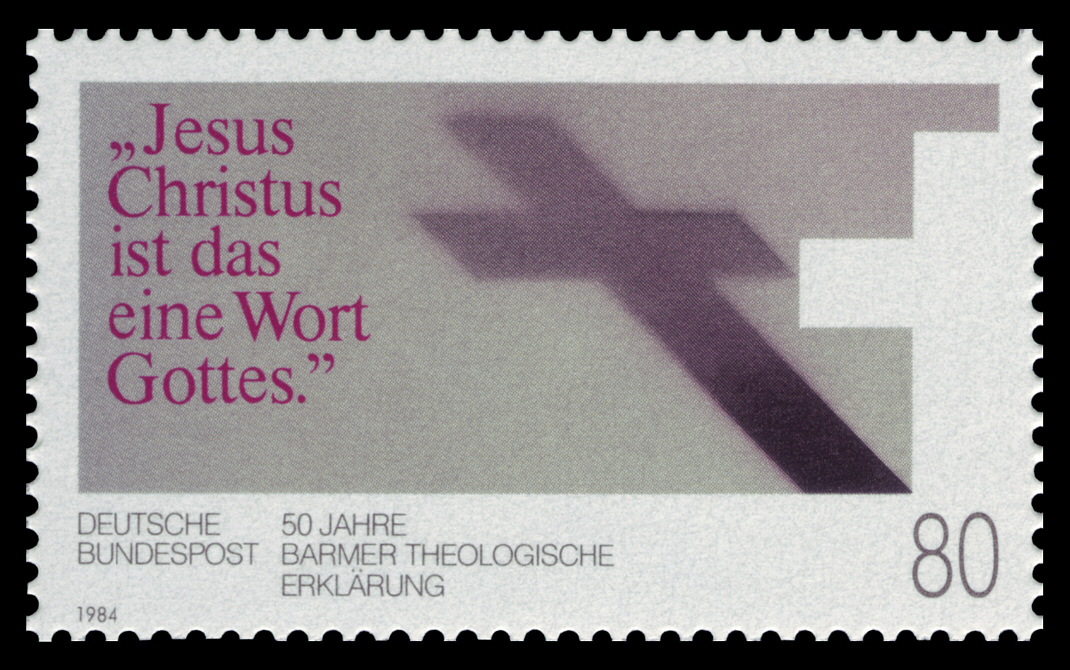
1984 Segell de correus d'Alemanya Occidental que commemora el 50è aniversari de la Declaració Barmen.

L'any 1934, quan l'Església protestant va intentar arribar a un acord amb el Tercer Reich, Barth va ser en gran part responsable de la redacció de la Declaració de Barmen (Barmer Erklärung). Aquesta declaració va rebutjar la influència del nazisme en el cristianisme alemany argumentant que la lleialtat de l'Església al Déu de Jesucrist hauria de donar-li l'impuls i els recursos per resistir la influència d'altres senyors, com el Führer alemany, Adolf Hitler. Barth va enviar personalment aquesta declaració a Hitler. Aquest va ser un dels documents fundacionals de l'Església Confessante i Barth va ser elegit membre del seu consell de direcció, el Bruderrat.
El 1935 es va veure obligat a renunciar a la seva càtedra a la Universitat de Bonn per negar-se a prestar un jurament a Hitler. Barth va tornar després a la seva Suïssa natal, on va assumir una càtedra de teologia sistemàtica a la Universitat de Basilea. Durant el seu nomenament, se li va demanar que respongués a una pregunta rutinària feta a tots els funcionaris suïssos: si donava suport a la defensa nacional. La seva resposta va ser: «Sí, sobretot a la frontera nord!» El diari Neue Zürcher Zeitung va publicar les seves crítiques de 1936 al filòsof Martin Heidegger pel seu suport als nazis. L'any 1938 va escriure una carta a un col·lega txec Josef Hromádka en la qual declarava que els soldats que lluitaven contra l'Alemanya nazi estaven al servei d'una causa cristiana.

## Dogmàtica de l'Església

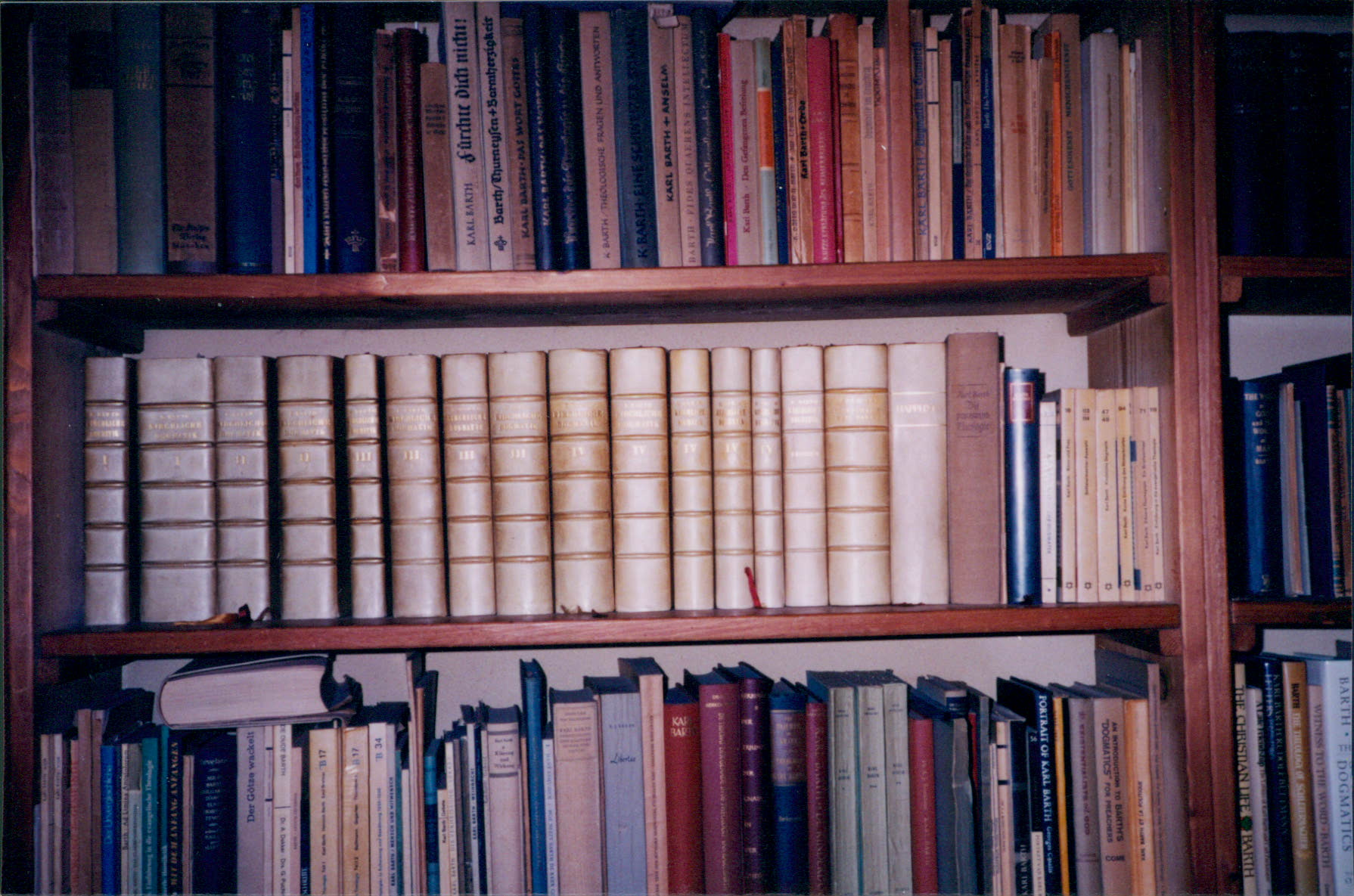
Kirchliche Dogmatik de Karl Barth: L'edició original de la "balena blanca" de Dogmàtica de l'Església de l'estudi de Barth que inclou una enquadernació personalitzada de l'editor.

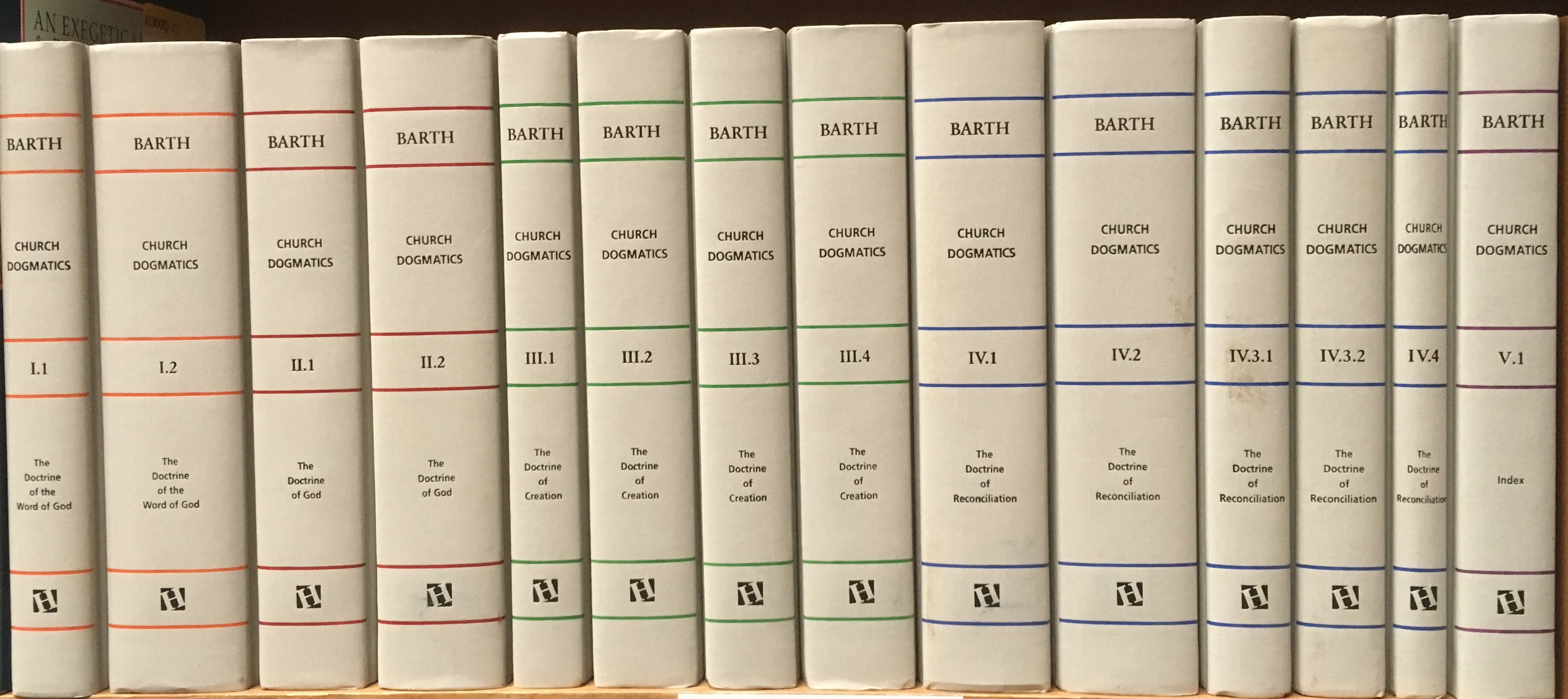
La dogmàtica de l'església de Karl Barth en traducció a l'anglès

La teologia de Barth va trobar la seva expressió més sostinguda i convincent en la seva obra magna de cinc volums, la Dogmàtica de l'Església ('Kirchliche Dogmatik'). Considerada àmpliament com una obra teològica important, la Dogmàtica de l'Església representa el cim de l'èxit de Barth com a teòleg. La Dogmàtica de l'Església té més de sis milions de paraules i 9.000 pàgines, una de les obres de teologia sistemàtica més llargues mai escrites. La Dogmàtica de l'Església està en cinc volums: la Doctrina de la Paraula de Déu, la Doctrina de Déu, la Doctrina de la Creació, la Doctrina de la Reconciliació i la Doctrina de la Redempció. El cinquè volum previst per Barth no es va escriure mai i el quart volum està inacabat.

## Vida i mort posteriors

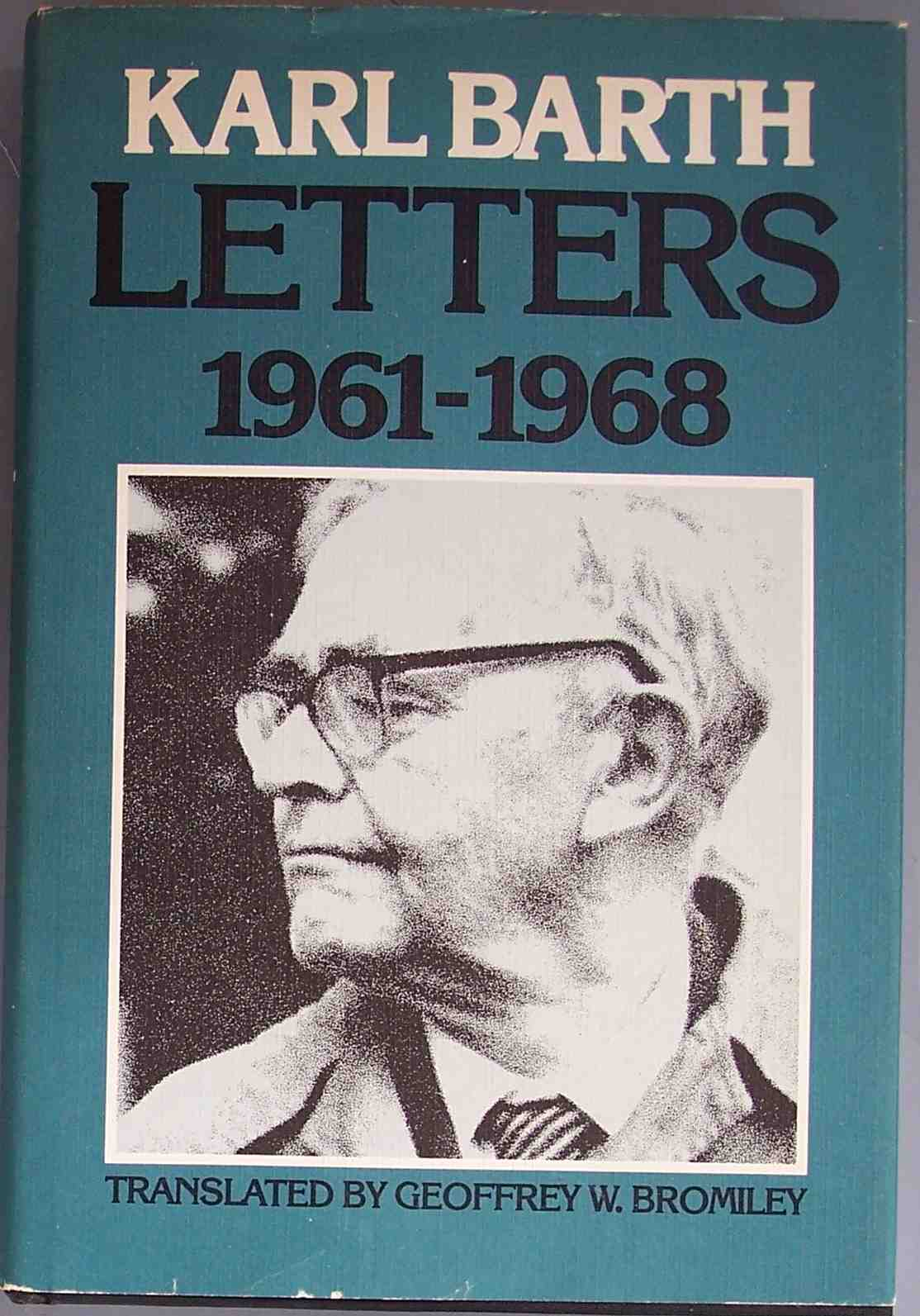
Foto de Barth a la portada de la jaqueta de Karl Barth Letters

Després del final de la Segona Guerra Mundial, Barth es va convertir en una veu important en suport tant de la penitència alemanya com de la reconciliació amb les esglésies de l'estranger. Juntament amb Hans Iwand, va escriure la Declaració de Darmstadt el 1947, una declaració més concreta de culpa i responsabilitat alemanya per l'Alemanya nazi i la Segona Guerra Mundial que la Declaració de culpabilitat de Stuttgart de 1945. Aquí va assenyalar que la voluntat de l'Església de fer costat a les forces antisocialistes i conservadores havia portat a la seva susceptibilitat a la ideologia nacionalsocialista. En el context de la Guerra Freda en desenvolupament, aquesta polèmica declaració va ser rebutjada pels anticomunistes d'Occident que van donar suport al curs de la remilitarització de la Unió Demòcrata Cristiana d'Alemanya, així com pels dissidents d'Alemanya de l'Est que creien que no representava prou els perills del comunisme. Va ser elegit membre d'honor estranger de l'Acadèmia Americana de les Arts i les Ciències el 1950. A la Dècada del 1950, Barth simpatitzava amb el moviment per la pau i es va oposar al rearmament alemany. Barth va quedar exempt d'una regulació que limitava la permanencia d'una càtedra a la Universitat de Basilea a l'any en què tenien 70 anys, que hauria assolit el 1956.
Barth va escriure un article de 1960 per a The Christian Century sobre la "qüestió Est-Oest" en el qual va negar qualsevol inclinació cap al comunisme oriental i va afirmar que no volia viure sota el comunisme ni desitjar que ningú se'ls obligués a fer-ho; va reconèixer un desacord fonamental amb la majoria dels que l'envolten, escrivint: «No entenc com ni la política ni el cristianisme requereixen [sic] ni tan sols permeten que aquesta desconnexió condueixi a les conclusions que Occident ha extret amb cada cop més agudesa en el passat. Considero que l'anticomunisme com a qüestió de principis és un mal encara més gran que el comunisme mateix».
El 1962, Barth va visitar els Estats Units i va donar conferències al Seminari Teològic de Princeton, a la Universitat de Chicago, al Seminari Teològic de la Unió i al Seminari Teològic de San Francisco. Va ser convidat a ser convidat al Concili Vaticà II. En aquell moment, la salut de Barth no li permetia assistir. No obstant això, va poder visitar el Vaticà i ser convidat del papa el 1967, després del qual va escriure el petit volum Ad Limina Apostolorum (Al llindar dels Apòstols).
Barth va aparèixer a la portada del número del 20 d'abril de 1962 de la revista Time, una indicació que la seva influència havia arribat als cercles acadèmics i eclesiàstics i a la cultura religiosa nord-americana. Sovint es diu que el papa Pius XII va dir que Barth era «el teòleg més gran des de Tomàs d'Aquino». encara que Fergus Kerr observa que de vegades s'atribueix al Papa Pau VI.
Barth va morir el 10 de desembre de 1968 a la seva casa de Basilea, Suïssa. El vespre abans de la seva mort, havia animat el seu amic de tota la vida Eduard Thurneysen perquè no s'hauria de desanimar: «Perquè les coses es regeixen, no només a Moscou, a Washington o a Pequín, sinó que les coses es regeixen, fins i tot aquí a la terra, completament des de dalt, des del cel».

## Reconeixements
Karl Barth va ser destacat per la revista Time en la portada de la seva edició del 20 d'abril de 1962, que incloïa a més la seva frase: «La meta de la vida humana no és la mort, sinó la resurrecció»
El 1968, li va ser conferit el premi Sigmund Freud de prosa acadèmica, atorgat per l'Acadèmia Alemanya de la Llengua i la Poesia. En justificar el premi, l'Acadèmia va assenyalar que Karl Barth era «el fundador d'una teologia que conduïa a una renovació de la consciència cristiana», i que «la potència i l'abast de la seva interpretació de l'Escriptura es corresponen amb la lluentor i el poder de la seva llengua»

## Obres
- Barth, Karl. Die Botschaft von der freien Gnade Gottes (en alemany).  Zollikon, Zuric: Evangelischer Verlag A. G., 1947 (Theologische Studien; 23). OCLC 1043403885.
- Barth, Karl. Avent (en francès).  Genève: Roulet, 1948 (Collection du Centre Protestant d'Études). OCLC 1043376139.
- Barth, Karl. Das christliche Verständnis der Offenbarung : eine Vorlesung (en alemany).  München: Chr. Kaiser Verlag, 1948 (Theologische Existenz heute; 12). OCLC 1044496566.
- Barth, Karl. Bosquejo de dogmática (en castellà). Traducció: Manuel Gutierrez-Marin.  Buenos Aires; México, D. F.: Editorial "La Aurora" : Casa Unida de Publicaciones, 1954. OCLC 1044590388.
- Barth, Karl. Johannes Hamel (editor). Lettre à un pasteur de la République démocratique allemande; suivie de la; Réponse d'un pasteur de la République démocratique allemande (en francès). Traducció: Emile Marion.  Genève: Labor et Fides, 1959 (Croire, Penser, Espérer). OCLC 1043410733.
- Barth, Karl. Consideraciones sobre el tiempo de Pasión y de Pascua (en castellà).  Madrid: Studium, 1971. OCLC 1043387285.
- Barth, Karl. Comunidad cristiana y comunidad civil (en castellà). Traducció: Diorki.  Madrid: Marova, 1976 (Nuevas fronteras). ISBN 8424403878. OCLC 803382393.
- Barth, Karl. Ensayos teológicos (en castellà).  Barcelona: Herder, 1978. ISBN 8425407036. OCLC 801973936.
- Barth, Karl. Al servicio de la palabra (en castellà).  Salamanca: Sígueme, 1985 (Nueva Alianza; 78). ISBN 8430109692. OCLC 807107818.
- Barth, Karl. Carta a los Romanos (en castellà). Traducció: Abelardo Martínez de la Pera.  Madrid: Biblioteca de Autores Cristianos, 1998 (Biblioteca de Autores Cristianos; 583). ISBN 8479143487. OCLC 807506370.
- Barth, Karl. González Faus, José Ignacio (prólogo). Esbozo de dogmática (en castellà).  Santander: Sal Terrae, 2000 (Presencia teológica; 108). ISBN 8429313761. OCLC 804978242.
- Barth, Karl. Capó, Carles (introducció); Novell, Xavier (epíleg). Credo. Traducció: Emilienne Meyer.  Barcelona: Pòrtic, 2014 (Clàssics cristians del segle xx; 16). ISBN 9788498092714. OCLC 951655876.